# Terpandrus illamurta
Terpandrus illamurta är en insektsart som beskrevs av Rentz, D.C.F. 2001. Terpandrus illamurta ingår i släktet Terpandrus och familjen vårtbitare. Inga underarter finns listade i Catalogue of Life.